# Fuchsia ampliata x vulcanica
Fuchsia ampliata x vulcanica là một loài thực vật có hoa trong họ Anh thảo chiều. Loài này được mô tả khoa học đầu tiên.